# 涩谷茂
涩谷茂（1960年7月11日—）是日本的男性声优。神奈川县出身，隶属于Production baobab事务所。

## 演出作品

### 电视动画
- 《IGPX》（侦探）
- 《铁臂阿童木》（ハリー）
- 《天生一对》（佐次京介）
- 《宇宙星路》（ジュノ·マイヨール）
- 《铜墙铁壁》（佐藤真悟）
- 《阴阳大战记》（ダンジョウ）
- 《学园战绩无量》（ウェンヌル）
- 《枪墓》（カーラソン）
- 《枪与剑》（クジョー 他）
- 《机动战士高达SEED》（ジャッキー·トノムラ、リポーター）
- 《吉爾伽美什》（ノウェム）
- 《金田一少年之事件簿》（萩元哲範）
- 《新超激力戰鬥車》（タジリ·タヂリ、阿久澤勇作）
- 《蜡笔小新》（車掌）
- 《激鬥戰車》（轟サトル）
- 《Code Geass 反叛的鲁路修R2》（通信）
- 《混沌武士》（新輔）
- 《史上最强弟子兼一》（田中 他）
  - 《星方武侠アウトロースター（日语：星方武侠アウトロースター）》（ジーン·スターウィンド）
- 《殭屍借貸》（野木）
- 《侦探学园Q》（河北守）
- 《超者莱汀》（エース羽田／ライディーンコンドル）
- 《拯救德尔托拉》（フィン）
- 《电光快车侠2》（希望号、竹田時定）
- 《哆啦A梦》（武士B）
- 《成惠的世界》（七瀨正（30歲））
- 《忍者乱太郎》（中在家長次、他）
- 《BECK》（木村栄二）
- 《冒險遊記Pluster World》（ドラストーム）
- 《无敌王TRI-ZENON》（ゴン、デュラン·クレネード）
- 《名偵探柯南》（客人、警卫、刑警A、电视剧主角、工作人员、刑警 #800、酒店工作人员 #814、餐馆客人 #843）
- 《モンキーターンシリーズ》（濱岡猛）
- 《勇者警察》（暴走族）※第21話「手錠の逃亡者」
- 《最後流亡》（クラウソナス参謀長）
- 《洛克人EXE Beast+》（ゼロ）

2018年
- 《名侦探柯南》（东京某高中剑道社相关人员）

### OVA
- （久原）
- 《盗贼王JING JING in Seventh Heaven》（囚人2）
- 《机动战士高达 SEED ASTRAY》（買い手、艦長）
- 《私立荒矶高等学校生徒会执行部》（大塚伴康）
- 《茄子 旅行箱中的候鸟》（ゾマン）

### 游戏
- 《アルバレアの乙女（日语：アルバレアの乙女）》（マハト＝アル·シェイバニ）
- 《玲音》（牧野慎一郎）
- 《すべてがFになる ·THE PERFECT INSIDER·》（犀川創平）
- 《超级机器人大战OG外传》（アリオン·ルカダ）
- 《深渊传说》（ヨーク）
- 《女神异闻录2 罪·罚》（黑須淳）
  - 《マリア2 受胎告知の謎（日语：マリア2 受胎告知の謎）》（後藤 海人）
- 《U.P.P.》（丞之介）
- 《夢☆色いろ》（神田俊之）
- 《洛克人ZX》（ペガソルタ·エクレール）
- 《洛克人ZERO4》（ペガソルタ·エクレール）

## 外部連結
- 事務所公開簡歷*《（日語）